# となりの柏木さん
『となりの柏木さん』（となりのかしわぎさん）は、霜月絹鯊による日本の漫画作品。『まんがタイムきららフォワード』（芳文社）にて、本編が2009年11月号から2016年10月号にかけて、続編である『となりの柏木さん after days』（となりのかしわぎさん アフターデイズ）が2019年1月号から2020年3月号にかけて、それぞれ連載された。
2013年11月にはノワ（旧：スタジオノワ）が制作したモーションコミックがハピネットが運営する「Manga 2.5」により配信されている。全11話。

## あらすじ
主人公桜庭雄斗はオタクな高校生。最近ハマっているお絵かきSNSで見つけたsayaneという絵師のファン。そんな2次元しか興味のない雄斗が初めて3次元の女の子に興味を持った相手が柏木琴子だった。琴子はオタク嫌いらしいのだが、実は幾つかの秘密を隠していた。
そんなある日、雄斗はアルバイトの面接に受かり、アニメショップ「アニメヘブン」で働くことになった。ところがバイト初日に、アニメショップで買い物をする琴子と偶然鉢合わせをしてしまう。隠れオタクだった彼女の秘密を知った雄斗は、「琴子＝sayane」ということを知らないまま、オタク仲間として彼女との仲を深めてゆく。

## 登場人物
※声はモーションコミックのもの。
桜庭 雄斗（さくらば ゆうと）
声 - 柿原徹也
本作品の主人公。オープンなオタクで、気が弱い。気配りのできる穏やかな少年だが、マイペースで空気の読めない一面もある。SNSでのハンドルネームは「咲☆LOVER」。
柏木 琴子（かしわぎ ことね）
声 - 高垣彩陽
本作品のヒロイン。隠れオタクで、周りに自分がオタクであると知られるのを恐れている。「sayane」というペンネームでSNSに絵を投稿している。オタクとしてはかなりマニアックな域に達しているが、所謂腐女子ではなく、勘違いされると激怒する。
福田 清花（ふくだ さやか）
声 - 井口裕香
琴子の親友。琴子のファン一号。琴子を幼いころから知っており何よりも大切に思っている。丁寧語を使い一見穏やかそうな雰囲気の少女であるが、内面は意外と辛辣かつ毒のある部分が多く特に男性相手だとそれが顕著である。
草野 和樹（くさの かずき）
声 - 増田俊樹
雄斗の親友。女子にモテるが、彼女はいない。実は高校の入学式の頃から清花に好意を寄せている。
安倍川 琴理 （あべかわ ことり）
声 - 松井恵理子
琴子の姉。かなり幼い容姿であるが年齢は32歳で既婚者。雄斗が働くアニメショップ「アニメヘブン」の店長でもある。
安倍川 拓也 （あべかわ たくや）
琴理の夫。琴子の義兄であり、会社員。琴理からは“拓ちゃん”と呼ばれている。実はオタクでもある。
クリスティーナ＝ミュラー (Christina Müller)
雄斗たちのクラスにやって来たドイツからの留学生。アニメや漫画好き。愛称はティナ。
笹山 孝太郎 （ささやま こうたろう）
ティナの彼氏。

## 書誌情報
- 霜月絹鯊 『となりの柏木さん』 芳文社 〈まんがタイムKRコミックス フォワードシリーズ〉、全12巻[1]
  1. 2010年4月12日発売、ISBN 978-4-8322-7904-9
  2. 2010年11月12日発売、ISBN 978-4-8322-7959-9
  3. 2011年6月13日発売、ISBN 978-4-8322-4034-6
  4. 2012年2月13日発売、ISBN 978-4-8322-4109-1
  5. 2012年9月12日発売、ISBN 978-4-8322-4191-6
  6. 2013年5月12日発売、ISBN 978-4-8322-4295-1
  7. 2013年12月12日発売、ISBN 978-4-8322-4377-4
  8. 2014年7月11日発売、ISBN 978-4-8322-4460-3
  9. 2015年2月12日発売、ISBN 978-4-8322-4523-5
  10. 2015年9月12日発売、ISBN 978-4-8322-4613-3
  11. 2016年3月12日発売、ISBN 978-4-8322-4672-0
  12. 2016年9月12日発売、ISBN 978-4-8322-4741-3
- 霜月絹鯊 『となりの柏木さん after days』 芳文社 〈まんがタイムKRコミックス フォワードシリーズ〉、全2巻[2]
  1. 2020年3月12日発売、ISBN 978-4-8322-7176-0
  2. 2020年3月12日発売、ISBN 978-4-8322-7177-7